# Bactrocera exspoliata
Bactrocera exspoliata
 es una especie de díptero que Erich Martin Hering describió por primera vez en 1941. Bactrocera exspoliata pertenece al género Bactrocera de la familia Tephritidae.  